# Sumba, Insulele Feroe
Sumba este un oraș din Suðuroy, Insulele Faroe.